# Zee Keralam
Zee Keralam es un canal de televisión por suscripción generalista en idioma malabar indio propiedad de Zee Entertainment Enterprises. El canal se lanzó el 26 de noviembre de 2018 y es el quinto canal de ZEE en la región sur. El canal tiene su sede en Cochín, Kerala.

## Lanzamiento
Zee Keralam con su variante de alta definición (HD), Zee Keralam HD, se lanzó el 26 de noviembre de 2018 y es el quinto canal de ZEE en la región sur. Zee Keralam fue uno de los 5 principales canales según la calificación BARC durante el primer año de su lanzamiento.